# Advena charon
Advena charon es una especie de molusco gasterópodo de la familia Helicarionidae en el orden de los Stylommatophora.

## Distribución geográfica
Es  endémica de la Isla Norfolk.  